# Gliese 710
Gliese 710 eller HD 168442, är en ensam stjärna belägen i den södra delen av stjärnbilden Ormen. Den har en genomsnittlig skenbar magnitud av ca 8,20 och kräver en kraftig handkikare eller ett mindre teleskop för att kunna observeras. Baserat på parallax enligt Gaia Data Release 2 på ca 52,40 mas, beräknas den befinna sig på ett avstånd på ca 62,3 ljusår (19,1 parsek) från solen. Den rör sig närmare solen med en heliocentrisk radialhastighet på ca -15 km/s.
Stjärnan beräknas passera nära solen om cirka 1,29 miljoner år på ett förutsagt minimiavstånd av 0,051 parsek eller 0,1663 ljusår (10 520 astronomiska enheter) – cirka 1/25 av det nuvarande avståndet till Proxima Centauri. Ett sådant avstånd skulle ge en ljusstyrka liknande de ljusaste planeterna, och optimalt nå en skenbar magnitud på cirka -2,7. Stjärnans egenrörelse kommer att nå en topp runt en bågminut per år, en hastighet av skenbar rörelse som skulle vara märkbar under en mänsklig livslängd. Detta är en tidsram, baserad på data från Gaia DR3, väl inom parametrarna för nuvarande modeller som täcker de kommande 15 miljoner åren.

## Egenskaper
Glise 710 är en orange till gul stjärna i huvudserien av spektralklass K7 Vk, som huvudsakligen genererar energi genom kärnfusion av väte i dess kärna. Suffixet k anger att dess spektrum har absorptionslinjer från interstellär materia. Den har en massa som är lika med ca 0,57 solmassa, en radie som är ca 0,58 solradie och utsänder energi från dess fotosfär motsvarande ca 0,091 gånger solen vid en effektiv temperatur av ca 4 100 K.
Glise 710 misstänks vara en variabel stjärna som kan variera i magnitud från 9,65 till 9,69, beräknat från skenbar magnitud och parallax:
{\displaystyle \scriptstyle M_{V}=m_{V}+5+5\log _{10}\left({\frac {\mathrm {parallax\ in\ milliarcseconds} }{1000}}\right)}